# خافيير فيريرا
خافيير فيريرا (بالإسبانية: Javier Ferreira)‏ (31 ديسمبر 1968 في باراغواي - ) هو لاعب كرة قدم باراغواياني في مركز الوسط. لعب مع أتلتيكو جونيور.

## وصلات خارجية
- خافيير فيريرا على موقع قاعدة بيانات كرة القدم.إي يو (الإنجليزية)